# Hohen Demzin
Hohen Demzin es un municipio situado en el distrito de Rostock, en el estado federado de Mecklemburgo-Pomerania Occidental (Alemania), a una altitud de 58 metros. Su población a finales de 2016 era de 400 habs. y su densidad poblacional, Hohen Demzin hab/km².